# Чернопятов, Георгий Владимирович
Георгий Владимирович Чернопятов (26 апреля 1911, Тула — 9 мая 1945) — заместитель командира 26-го гвардейского бомбардировочного авиационного полка 50-й бомбардировочной авиационной дивизии 3-го гвардейского бомбардировочного авиационного корпуса 18-й воздушной армии, гвардии майор. Герой Советского Союза.

## Биография
Родился 26 апреля 1911 года в городе Туле в семье рабочего. Русский. Член ВКП(б) с 1938 года. Окончил 8 классов и школу лётчиков Гражданского воздушного флота. В Красной Армии с 1941 года.
В боях Великой Отечественной войны с июня 1941 года. Заместитель командира 26-го гвардейского бомбардировочного авиаполка гвардии майор Чернопятов Г. В. к маю 1945 года совершил 293 ночных боевых вылета на бомбардировку военно-промышленных объектов и войск противника.
Погиб 9 мая 1945 года в результате несчастного случая. Во время завтрака в полковой столовой из заднего кармана его брюк выпал пистолет ТТ, который, ударившись о пол, произвёл самопроизвольный выстрел. Гвардии майор Чернопятов был смертельно ранен и вскоре скончался. Первоначально был похоронен  в подмосковном Монино, а позднее его перезахоронили  в Москве на Новодевичьем кладбище.
Указом Президиума Верховного Совета СССР от 15 мая 1946 года за образцовое выполнение боевых заданий командования и проявленные при этом геройство и мужество гвардии майору Чернопятову Георгию Владимировичу посмертно присвоено звание Героя Советского Союза.

## Награды
- Герой Советского Союза;
- два ордена Ленина (05.11.1944[4][5]; 15.05.1946);
- орден Красного Знамени (1942);
- орден Отечественной войны 1-й степени (1942);
- орден Красной Звезды (1941);
- медаль «За боевые заслуги» (1944);
- медаль «За оборону Ленинграда»;
- медаль «За оборону Сталинграда»;
- медаль «Партизану Отечественной войны» 1-й степени;
- медали.